# Boskapel Sanatorium Hornerheide

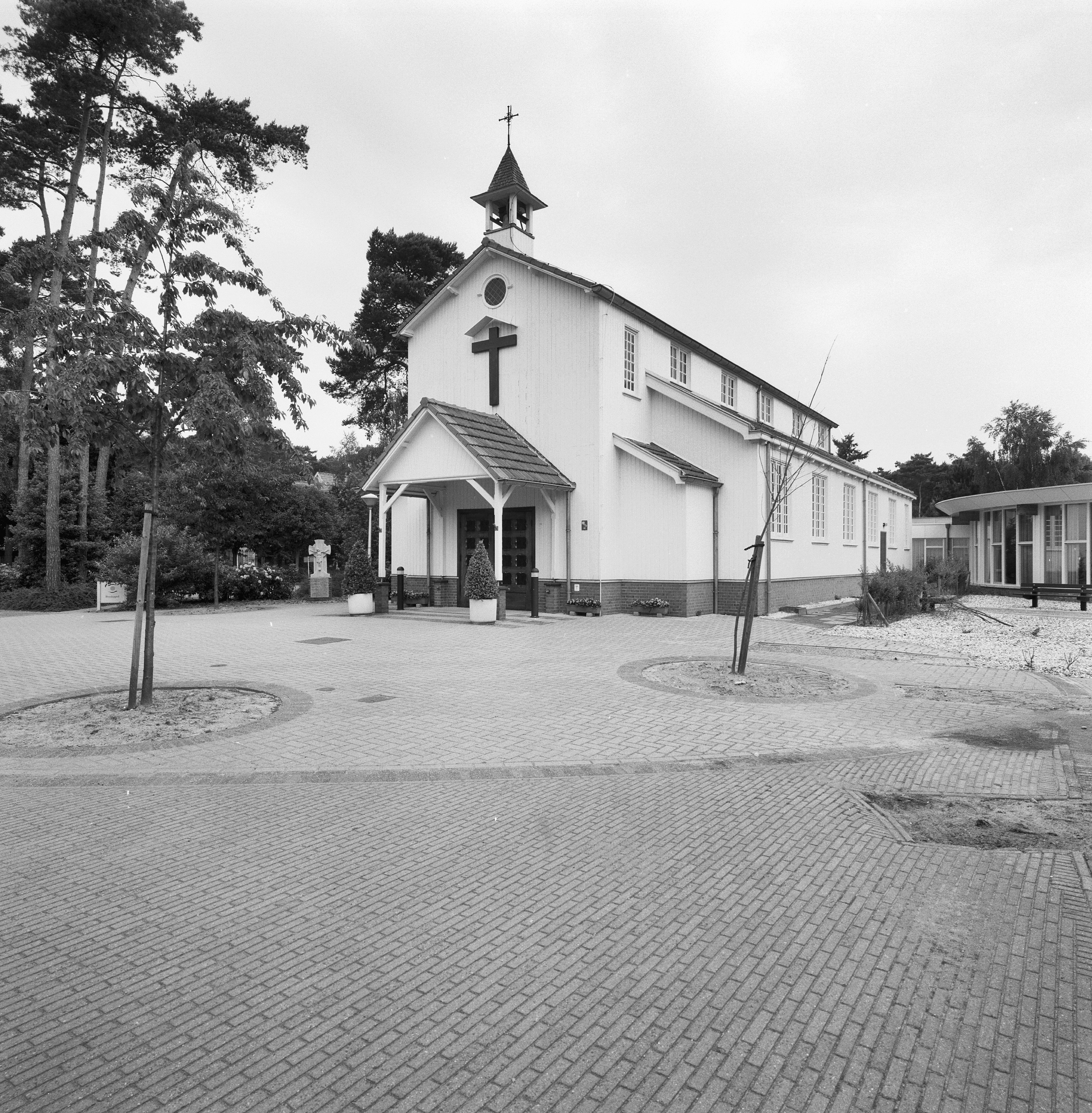
Boskapel

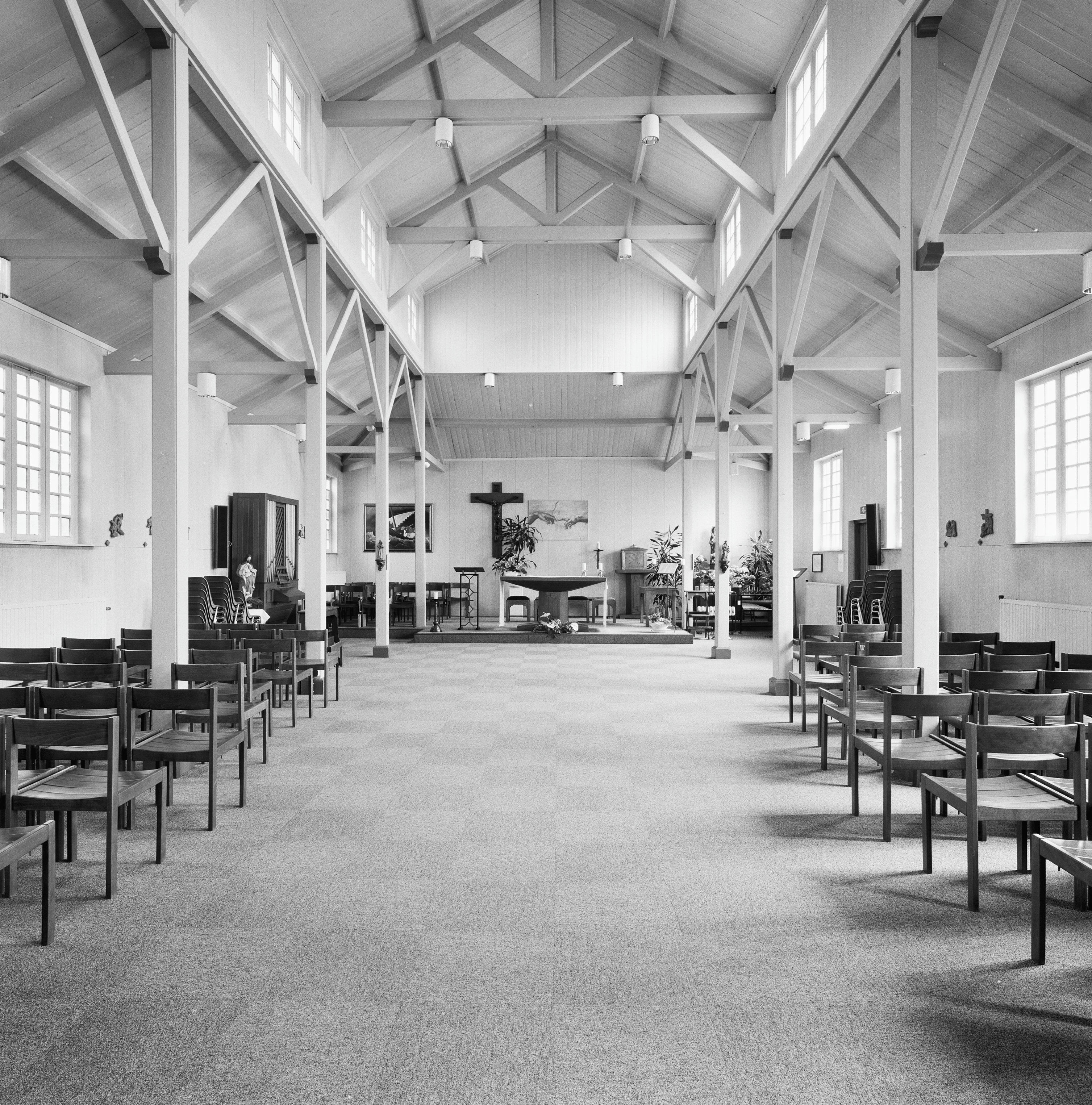
Interieur Boskapel

De Boskapel van Sanatorium Hornerheide is een kerkgebouw of grote kapel bij het dorp Horn in de Nederlands Midden-Limburgse gemeente Leudal. De kapel is onderdeel van het complex van sanatorium Hornerheide ten noordwesten van het dorp aan de rand van het Exatenbos.

## Geschiedenis
In 1927 werd het gebouw gebouwd naar het ontwerp van architect Th. J. Geerts uit Zevenaar met als doel om voor tuberculosepatiënten van het sanatorium als kerkgebouw te dienen.
Op 10 oktober 2000 werd de kapel ingeschreven in het rijksmonumentenregister.

## Bouwwerk
De vrijstaande witgeverfde houten sanatoriumkapel is gebouwd op een rechthoekig plattegrond in traditionalistische stijl. Het gebouw bestaat uit een driebeukig schip met vijf traveeën in basilicale opstand en een recht gesloten verlaagd priesterkoor van een travee met doorlopende zijbeuken. De lichtbeuk wordt gedekt door een zadeldak, de zijbeuken door lessenaarsdaken, beide met rode muldenpannen. Boven de ingang bevindt zich op het zadeldak een dakruiter op vierkant plattegrond. Voor de ingang een open voorportaal met zadeldak rustend op twee houten kolommen. Tegen de frontgevel is een houten kruis aangebracht.
Van binnen is de kapel voorzien van een open houten dakconstructie rustend op houten kolommen.